# División de Honor 2008-2009 (calcio a 5)
La División de Honor 2007-2008 è stata la 20ª edizione del massimo torneo di calcio a 5 spagnolo. Organizzata dalla Liga Nacional de Fútbol Sala, la competizione si è svolta tra il 26 agosto 2008 e il 19 giugno 2009. Quella che viene considerata la mejor liga del mundo nei giorni precedenti al suo avvio ha registrato una notizia inusuale: la rinuncia al campionato da parte del Móstoles a calendario già compilato. Il ritiro della società madrilena ha obbligato la Federazione a ridurre l'organico a 15 formazioni e a introdurre un turno di riposo.

## Stagione regolare

### Classifica
|  | Pos. | Squadra             | Pt | G  | V  | N | P  | GF  | GS  | DR  |
|  | ---- | ------------------- | -- | -- | -- | - | -- | --- | --- | --- |
|  | 1.   | ElPozo Murcia       | 65 | 28 | 20 | 5 | 3  | 120 | 76  | +44 |
|  | 2.   | Inter               | 60 | 28 | 18 | 6 | 4  | 108 | 71  | +37 |
|  | 3.   | Barcellona          | 53 | 28 | 16 | 5 | 7  | 92  | 56  | +36 |
|  | 4.   | Santiago            | 47 | 28 | 14 | 5 | 9  | 99  | 90  | +9  |
|  | 5.   | Baix Maestrat       | 45 | 28 | 13 | 6 | 9  | 72  | 62  | +10 |
|  | 6.   | Pinto               | 45 | 28 | 15 | 0 | 13 | 93  | 90  | +3  |
|  | 7.   | Segovia             | 43 | 28 | 13 | 4 | 11 | 90  | 72  | +18 |
|  | 8.   | Xota                | 38 | 28 | 11 | 5 | 12 | 91  | 88  | +3  |
|  | 9.   | Prone Lugo          | 37 | 28 | 11 | 4 | 13 | 80  | 95  | -15 |
|  | 10.  | Cartagena           | 36 | 28 | 10 | 6 | 12 | 93  | 97  | -4  |
|  | 11.  | Carnicer Torrejón   | 29 | 28 | 9  | 2 | 17 | 97  | 115 | -18 |
|  | 12.  | Playas de Castellón | 28 | 28 | 8  | 4 | 16 | 65  | 94  | -29 |
|  | 13.  | Guadalajara         | 27 | 28 | 8  | 3 | 17 | 85  | 104 | -19 |
|  | 14.  | Santa Coloma        | 24 | 28 | 6  | 6 | 16 | 71  | 101 | -30 |
|  | 15.  | Manacor             | 21 | 28 | 6  | 3 | 19 | 83  | 128 | -45 |

### Verdetti
- ElPozo Murcia campione di Spagna 2008-09 e qualificato alla Coppa UEFA 2009-10.
- Manacor retrocesso in División de Plata 2009-10.

## Play-off
I play-off valevoli per il titolo nazionale si sono svolti tra il 15 maggio e il 19 giugno 2009. Il regolamento prevede che tutti i turni si giochino al meglio delle tre gare.

### Tabellone
|  | Quarti di finale | Quarti di finale | Quarti di finale | Quarti di finale | Quarti di finale |  |  | Semifinali    | Semifinali    | Semifinali    | Semifinali    | Semifinali |   |   | Finale | Finale | Finale | Finale | Finale |  |
|  |                  |                  |                  |                  |                  |  |  |               |               |               |               |            |   |   |        |        |        |        |        |  |
|  | 6                | Pinto            | 6                | 4                | –                |  |  |               |               |               |               |            |   |   |        |        |        |        |        |  |
|  | 3                | Barcellona       | 4                | 2                | –                |  |  | Pinto         | Pinto         | 5             | 2             | 3          |   |   |        |        |        |        |        |  |
|  | 7                | Segovia          | 3 (6)            | 2                | 3 (4)            |  |  | Inter         | Inter         | 6             | 1             | 4          |   |   |        |        |        |        |        |  |
|  | 2                | Inter            | 3 (5)            | 4                | 3 (5)            |  |  |               |               |               |               |            |   |   | Inter  | Inter  | 2      | 2      | –      |  |
|  | 5                | Baix Maestrat    | 1                | 4                | 2                |  |  |               |               | ElPozo Murcia | ElPozo Murcia | 3          | 7 | – |        |        |        |        |        |  |
|  | 4                | Santiago         | 3                | 3                | 5                |  |  | Santiago      | Santiago      | 3             | 5             | –          |   |   |        |        |        |        |        |  |
|  | 8                | Xota             | 3                | 2                | –                |  |  | ElPozo Murcia | ElPozo Murcia | 4             | 8             | –          |   |   |        |        |        |        |        |  |
|  | 1                | ElPozo Murcia    | 8                | 6                | –                |  |  |               |               |               |               |            |   |   |        |        |        |        |        |  |

### Quarti di finale

#### Gara 1
| Arbitri: | Blazquez Sierra Donas Salvador |

|                               |           |                                                                        |
| Eseverri 23’, 32’ Ossorio 37’ | Marcatori | 5’ Kike 19’, 28’ Saúl 36’, 38’ Mauricio 37’ Ciço 38’ Barroso 38’ Wilde |

| Arbitri: | Gutierrez Lumbreras Lope Díaz |

|            |           |                                  |
| Genaro 24’ | Marcatori | 26’ Carlinhos 32’ Lemos 40’ Ruiz |

| Arbitri: | Sanzol Goñi Urdanoz Apezteguia |

|                                                            |                      |                                                     |
| Tobe 6’ Lin 31’ Modrego 37’                                | Marcatori            | 9’, 35’ Betão 11’ Schumacher                        |
| Lin A. Linares Schacht Giustozzi Modrego Miñambres Burrito | Tiri di rigore 6 – 5 | Betão Bacaro Schumacher Daniel Ortiz B. Blanco Neto |

| Arbitri: | Peña Diaz Peña Gomez |

|                                                                   |           |                                          |
| Retamar 5’ Arrizabalaga 11’ S. González 15’ Robledo 19’, 21’, 40’ | Marcatori | 10’, 32’, 34’ Fernandão 18’ J. Rodríguez |

#### Gara 2
| Arbitri: | Cordero Gallardo Linares Lopez |

|                                               |           |                       |
| Vinícius 5’, 21’ Wilde 11’, 31’, 37’ Saúl 40’ | Marcatori | 20’, 29’ D. Fernández |

| Arbitri: | Rabadán Sáinz Sánchez Molina |

|                       |           |                                                |
| PC 13’ J. Sánchez 16’ | Marcatori | 7’ Arrizabalaga 15’, 28’ Matamoros 23’ Robledo |

| Arbitri: | Gracia Marin Munez Carpintero |

|                                |           |                                         |
| Alemão 17’ Aicardo 27’ Eka 34’ | Marcatori | 17’ Vadillo 18’, 29’ Valença 38’ Genaro |

| Arbitri: | Felipe Madorrán Gereta Ramirez |

|                                            |           |                         |
| Betão 2’, 20’ Schumacher 22’ B. Blanco 28’ | Marcatori | 34’ Burrito 40’ Schacht |

#### Gara 3
| Arbitri: | Blazquez Sierra Donas Salvador |

|                                      |           |                                |
| Ruiz 7’ Leitão 15’, 35’, 35’ Eka 38’ | Marcatori | 26’ Lledó 40’ (aut.) Carlinhos |

| Arbitri: | Peña Diaz Peña Gomez |

|                                          |                      |                                    |
| Betão 2’ Ortiz 8’ Schumacher 29’         | Marcatori            | 17’, 35’ Lin 37’ Miñambres         |
| Betão Schumacher Marquinho Juanra Daniel | Tiri di rigore 5 – 4 | Lin Schacht Miñambres Tobe Modrego |

### Semifinali

#### Gara 1
| Colmenarejo 29 maggio 2009, ore 21:00 CEST                                                                                      | Pinto     | 5 – 6 (1-3) referto                              | Inter | Municipal Principe de Asturias |
| Contreras 5’ Robledo 22’ S. González 25’ Retamar 25’ Matamoros 39’ Marcatori 5’ , 10’ Neto 9’ , 21’ Gabriel 24’ Ortiz 36’ Amado |           |                                                  |       |                                |
| |           |                                                  |       |                                |
| Contreras 5’ Robledo 22’ S. González 25’ Retamar 25’ Matamoros 39’                                                              | Marcatori | 5’, 10’ Neto 9’, 21’ Gabriel 24’ Ortiz 36’ Amado |       |                                |

| Santiago di Compostela 30 maggio 2009, ore 19:00 CEST                                | Santiago  | 3 – 4 (1-3) referto                   | ElPozo Murcia | Complexo Deportivo Santa Isabel |
| Aicardo 17’ C. Muñoz 37’ Leitão 40’ Marcatori 9’ Wilde 16’ , 18’ Vinícius 37’ Juanjo |           |                                       |               |                                 |
|                                                                                      |           |                                       |               |                                 |
| Aicardo 17’ C. Muñoz 37’ Leitão 40’                                                  | Marcatori | 9’ Wilde 16’, 18’ Vinícius 37’ Juanjo |               |                                 |

#### Gara 2
| Alcalá de Henares 5 giugno 2009, ore 21:00 CEST              | Inter     | 1 – 2 (d.t.s.) (0-0, 1-1, 1-2) referto | Pinto | Pabellón Cajamadrid |
| Retamar 38’ ( aut. ) Marcatori 26’ Matamoros 42’ S. González |           |                                        |       |                     |
|                                                              |           |                                        |       |                     |
| Retamar 38’ (aut.)                                           | Marcatori | 26’ Matamoros 42’ S. González          |       |                     |

| Murcia 5 giugno 2009, ore 21:00 CEST                                                                                      | ElPozo Murcia | 8 – 5 (3-2) referto                       | Santiago | Palacio de Deportes |
| Wilde 4’ , 12’ , 38’ Saúl 6’ Álvaro 37’ Vinícius 38’ , 40’ Kike 40’ Marcatori 30’ Alemão 9’ , 32’ , 35’ Carlinhos 38’ Eka |               |                                           |          |                     |
| |               |                                           |          |                     |
| Wilde 4’, 12’, 38’ Saúl 6’ Álvaro 37’ Vinícius 38’, 40’ Kike 40’                                                          | Marcatori     | 30’ Alemão 9’, 32’, 35’ Carlinhos 38’ Eka |          |                     |

#### Gara 3
| Alcalá de Henares 6 giugno 2009, ore 21:00 CEST                                 | Inter     | 4 – 3 referto              | Pinto | Pabellón Cajamadrid |
| Schumacher 3’ Gabriel 5’ , 21’ Juanra 33’ Marcatori 9’ , 28’ Campos 17’ Robledo |           |                            |       |                     |
|                                                                                 |           |                            |       |                     |
| Schumacher 3’ Gabriel 5’, 21’ Juanra 33’                                        | Marcatori | 9’, 28’ Campos 17’ Robledo |       |                     |

### Finale

#### Gara 1
| Alcalá de Henares 12 giugno 2009, ore 21:00 CEST             | Inter     | 2 – 3 (1-1) referto           | ElPozo Murcia | Pabellón Cajamadrid |
| Daniel 8’ Juanra 36’ Marcatori 13’ Ciço 30’ Wilde 30’ Manjón |           |                               |               |                     |
|                                                              |           |                               |               |                     |
| Daniel 8’ Juanra 36’                                         | Marcatori | 13’ Ciço 30’ Wilde 30’ Manjón |               |                     |

#### Gara 2
| Murcia 19 giugno 2009, ore 21:00 CEST                                                  | ElPozo Murcia | 7 – 2 referto            | Inter | Palacio de Deportes |
| Wilde 8’ , 27’ Vinícius 17’ , 18’ , 34’ , 38’ , 39’ Marcatori 15’ Betão 36’ Schumacher |               |                          |       |                     |
|                                                                                        |               |                          |       |                     |
| Wilde 8’, 27’ Vinícius 17’, 18’, 34’, 38’, 39’                                         | Marcatori     | 15’ Betão 36’ Schumacher |       |                     |

## Supercoppa di Spagna

### Formula
Alla 19ª edizione della competizione hanno preso parte: Inter, vincitore del campionato; ElPozo Murcia, detentore della Coppa di Spagna; Segovia in qualità di società organizzatrice; Baix Maestrat, giunto terzo al termine della stagione regolare. Il trofeo è stato assegnato tramite una finale a quattro, con incontri a eliminazione diretta giocati al Pabellón Pedro Delgado di Segovia. Gli accoppiamenti delle semifinali sono stati determinati tramite sorteggio.

### Semifinali
| Arbitri: | Peña Díaz Peña Gómez |

|                                                          |           |                         |
| Betão 3’ Torrás 4’ Gabriel 20’ Schumacher 32’ Juanra 35’ | Marcatori | 28’ Xapa 38’ De Martini |

| Arbitri: | Blazquez Sierra Bel Pascual |

|                                      |           |                                                           |
| Ciço 10’ Vinícius 12’, 40’ Boned 37’ | Marcatori | 20’ Modrego 23’ Giustozzi 23’, 36’, 40’, 40’ Lin 40’ Tobe |

### Finale
| Arbitri: | Blazquez Sierra Peña Diaz |

|                                         |           |                                |
| Schumacher 5’, 5’ Daniel 20’ Torrás 39’ | Marcatori | 34’, 40’ Miñambres 36’ Modrego |